# أندري كاتلاني
اندري كاتلاني (بالإيطالية: Andrea Catellani)‏ (26 مايو 1988 بريدجو إميليا في إيطاليا - ) هو لاعب كرة قدم إيطالي في مركز الهجوم. لعب مع نادي ريجيانا 1919 ونادي ساسولو ونادي سبيزيا ونادي كاتانيا ونادي مودينا.

## روابط خارجية
- اندري كاتلاني على موقع قاعدة بيانات كرة القدم.إي يو (الإنجليزية)
- اندري كاتلاني على موقع Soccerway.com (الإنجليزية)
- اندري كاتلاني على موقع عالم كرة القدم.نت (الإنجليزية)
- اندري كاتلاني على موقع AS.com (الإسبانية)